# International Championships of Spain
International Championships of Spain – kobiecy turniej tenisowy organizowany z przerwami w latach 1972–2003 pod różnymi nazwami. Do 1995 roku odbywał się w Barcelonie, a od 1996 w Madrycie. Ostatnia edycja odbyła się w maju 2003 roku.

## Historia nazw turnieju
| Rok       | Nazwa                                  |
| 1972–1991 | International Championships of Spain   |
| 1992      | Open Seat of Spain                     |
| 1993–1995 | International Championships of Spain   |
| 1996–1999 | Open Páginas Amarillas Villa de Madrid |
| 2000–2002 | Open de España Villa de Madrid         |
| 2003      | Madrid Trofeo Union Fenosa             |

## Mecze finałowe

### Gra pojedyncza
| Rok       | Mistrzyni                  | Finalistka                 | Wynik                      |
| 2003      | Chanda Rubin               | María Sánchez Lorenzo      | 6:4, 5:7, 6:4              |
| 2002      | Monica Seles               | Chanda Rubin               | 6:4, 6:2                   |
| 2001      | Arantxa Sánchez Vicario    | Ángeles Montolio           | 7:5, 6:0                   |
| 2000      | Gala León García           | Fabiola Zuluaga            | 4:6, 6:2, 6:2              |
| 1999      | Lindsay Davenport          | Paola Suárez               | 6:1, 6:3                   |
| 1998      | Patty Schnyder             | Dominique Monami           | 3:6, 6:4, 6:0              |
| 1997      | Jana Novotná               | Monica Seles               | 7:5, 6:1                   |
| 1996      | Jana Novotná               | Magdalena Maleewa          | 4:6, 6:4, 6:3              |
| 1995      | Arantxa Sánchez Vicario    | Iva Majoli                 | 5:7, 6:0, 6:2              |
| 1994      | Arantxa Sánchez Vicario    | Iva Majoli                 | 6:0, 6:2                   |
| 1993      | Arantxa Sánchez Vicario    | Conchita Martínez          | 6:1, 6:4                   |
| 1992      | Monica Seles               | Arantxa Sánchez Vicario    | 3:6, 6:2, 6:3              |
| 1991      | Conchita Martínez          | Manuela Maleewa            | 6:4, 6:1                   |
| 1990      | Arantxa Sánchez Vicario    | Isabel Cueto               | 6:4, 6:2                   |
| 1989      | Arantxa Sánchez Vicario    | Helen Kelesi               | 6:2, 5:7, 6:1              |
| 1988      | Neige Dias                 | Bettina Fulco              | 6:3, 6:3                   |
| 1987      | Turniej nie był rozgrywany | Turniej nie był rozgrywany | Turniej nie był rozgrywany |
| 1986      | Petra Huber                | Laura Garrone              | 7:6(4), 6:0                |
| 1985      | Sandra Cecchini            | Raffaella Reggi            | 6:3, 6:4                   |
| 1979–1984 | Turniej nie był rozgrywany | Turniej nie był rozgrywany | Turniej nie był rozgrywany |
| 1978      | Hana Mandlíková            | Sabina Simmonds            | 6:1, 5:7, 6:3              |
| 1977      | Turniej nie był rozgrywany | Turniej nie był rozgrywany | Turniej nie był rozgrywany |
| 1976      | Renáta Tomanová            | Virginia Ruzici            | 3:6, 6:4, 6:2              |
| 1975      | Turniej nie był rozgrywany | Turniej nie był rozgrywany | Turniej nie był rozgrywany |
| 1974      | Nathalie Fuchs             | Glynis Coles               | 7:5, 8:6                   |
| 1973      | Turniej nie był rozgrywany | Turniej nie był rozgrywany | Turniej nie był rozgrywany |
| 1972      | Gail Chanfreau             | Nathalie Fuchs             | 6:1, 6:4                   |

### Gra podwójna
| Rok       | Mistrzynie                                       | Finalistki                                  | Wynik                      |
| 2003      | Jill Craybas Liezel Huber                        | Rita Grande Angelique Widjaja               | 6:4, 7:6(6)                |
| 2002      | Martina Navrátilová Natalla Zwierawa             | Rossana de los Ríos Arantxa Sánchez Vicario | 6:2, 6:3                   |
| 2001      | Virginia Ruano Pascual Paola Suárez              | Lisa Raymond Rennae Stubbs                  | 7:5, 2:6, 7:6(4)           |
| 2000      | Lisa Raymond Rennae Stubbs                       | Gala León García María Sánchez Lorenzo      | 6:1, 6:3                   |
| 1999      | Virginia Ruano Pascual Paola Suárez              | María-Fernanda Landa Marlene Weingärtner    | 6:2, 0:6, 6:0              |
| 1998      | Florencia Labat Dominique Monami                 | Rachel McQuillan Nicole Pratt               | 6:3, 6:1                   |
| 1997      | Mary Joe Fernández Arantxa Sánchez Vicario       | Inés Gorrochategui Irina Spîrlea            | 6:3, 6:2                   |
| 1996      | Jana Novotná Arantxa Sánchez Vicario             | Sabine Appelmans Miriam Oremans             | 7:6(4), 6:2                |
| 1995      | Łarysa Sawczenko-Neiland Arantxa Sánchez Vicario | Mariaan de Swardt Iva Majoli                | 7:5, 4:6, 7:5              |
| 1994      | Łarysa Sawczenko-Neiland Arantxa Sánchez Vicario | Julie Halard Nathalie Tauziat               | 6:2, 6:4                   |
| 1993      | Conchita Martínez Arantxa Sánchez Vicario        | Magdalena Maleewa Manuela Maleewa           | 4:6, 6:1, 6:0              |
| 1992      | Conchita Martínez Arantxa Sánchez Vicario        | Nathalie Tauziat Judith Wiesner             | 6:4, 6:1                   |
| 1991      | Martina Navrátilová Arantxa Sánchez Vicario      | Nathalie Tauziat Judith Wiesner             | 6:1, 6:3                   |
| 1990      | Mercedes Paz Arantxa Sánchez Vicario             | Sabrina Goleš Patricia Tarabini             | 6:7(7), 6:2, 6:1           |
| 1989      | Jana Novotná Tine Scheuer-Larsen                 | Arantxa Sánchez Judith Wiesner              | 6:2, 2:6, 7:6(3)           |
| 1988      | Iva Budařová Sandra Wasserman                    | Anna-Karin Olsson Maria-Jose Llorca         | 1:6, 6:3, 6:2              |
| 1987      | Turniej nie był rozgrywany                       | Turniej nie był rozgrywany                  | Turniej nie był rozgrywany |
| 1986      | Iva Budařová Catherine Tanvier                   | Petra Huber Petra Keppeler                  | 6:2, 6:1                   |
| 1985      | Petra Delhees Patricia Medrado                   | Penny Barg Adriana Villagrán                | 6:1, 6:0                   |
| 1979–1984 | Turniej nie był rozgrywany                       | Turniej nie był rozgrywany                  | Turniej nie był rozgrywany |
| 1978      | Brak danych                                      | Brak danych                                 | Brak danych                |
| 1977      | Turniej nie był rozgrywany                       | Turniej nie był rozgrywany                  | Turniej nie był rozgrywany |
| 1976      | Florența Mihai Patricia Medrado                  | Nathalie Fuchs Michèle Gurdal               | 6:2, 6:4                   |
| 1973–1975 | Turniej nie był rozgrywany                       | Turniej nie był rozgrywany                  | Turniej nie był rozgrywany |
| 1972      | Gail Chanfreau Nathalie Fuchs                    | Michèle Gurdal Monique Van Haver            | 6:4, 6:2                   |